# Erasmus Student Network

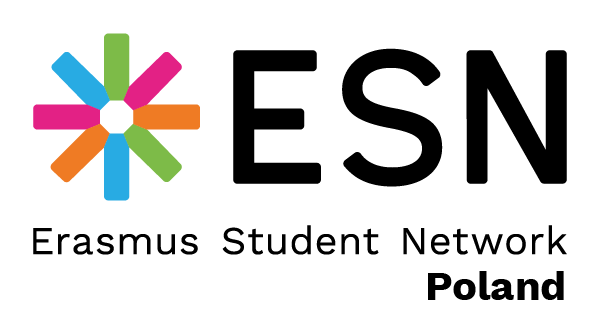
Nowe logo organizacji Erasmus Student Network Polska

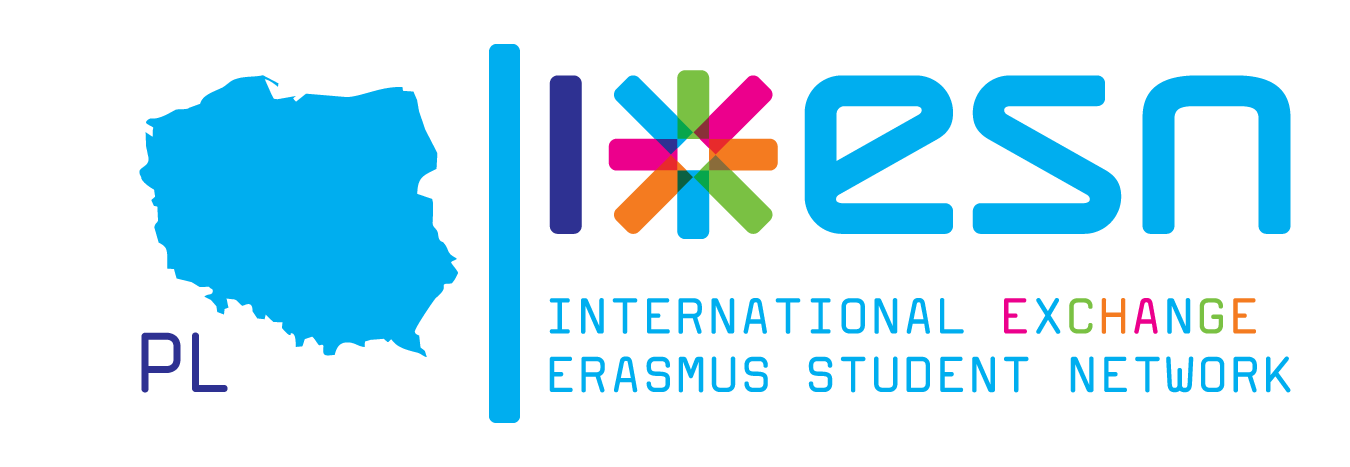
Logo Erasmus Student Network Polska do 2020

Erasmus Student Network – ogólnoeuropejska sieć organizacji studenckich zajmująca się wspieraniem i rozwojem programów międzynarodowych wymian studenckich, w tym zwłaszcza programu Erasmus, wśród studentów na własnej uczelni (lub danym mieście) oraz opieką nad studentami zagranicznymi przyjeżdżającymi w ramach tej wymiany. Na sieć ESN składa się około piętnaście tysięcy członków z ponad 500 sekcji zakładanych przy uczelniach wyższych w 40 krajach, w tym około trzydzieści sekcji w Polsce.
ESN wspiera integrację społeczną studentów międzynarodowych w danych krajach. Lokalne sekcje (oddziały organizacji) oferują wsparcie, wydarzenia oraz informacje zarówno dla studentów z wymiany, jak i stałych studentów zagranicznych. ESN dostarcza także informacji dotyczących programów wymiany studenckiej i szeroko rozumianej mobilności pozostałym studentom, planującym wymianę zagraniczną.
ESN funkcjonuje na trzech poziomach: międzynarodowym, ogólnopolskim oraz lokalnym. Na poziomie lokalnym istnieją sekcje, które wybierają swoich delegatów na National Assembly (dawniej National Platform). Podczas NA poszczególne kraje wybierają Zarządy Ogólnokrajowe, reprezentujące je w kontaktach na poziomie międzynarodowym z innymi krajami sieci, jak i z partnerami instytucjonalnymi czy komercyjnymi.

## Historia ESN[4]
Pierwsza sekcja Erasmus Student Network została utworzona w październiku 1989 roku w Gandawie (Belgia), zaś pierwsza sekcja ESN w Polsce powstała jako ESN Warsaw w maju 1994 roku w Szkole Głównej Handlowej. Polska wybrała wtedy również swojego pierwszego NRa. Kolejne dwie sekcje (ESN Łódź i ESN Kraków) powstały w 1995 roku.
Najprawdopodobniej ESN miał przerwę w działalności w Polsce w okolicach 1997 roku. Po przerwie, w 1998 roku powstała sekcja ESN Akademia Medyczna w Warszawie (dziś ESN WUM – datę jej założenia organizacja uznaje za początek ESNu w Polsce)., a w 2001 roku ESN Gdańsk i ESN UJ.
Pierwsze ogólnopolskie spotkanie sekcji ESN (wówczas National Platform) odbyło się w maju 2003 roku w Gdańsku i od tej pory odbywa się dwa razy do roku (w maju oraz grudniu). Od 2021 roku spotkanie to zmieniło nazwę na National Assembly. Podczas pierwszego spotkania powołano projekt ESNcard, który stał się podstawą projektu na arenie międzynarodowej. 13 grudnia 2005 roku oficjalnie zarejestrowano Stowarzyszenie ESN Polska (pierwszą formalną strukturę narodową organizacji).
W 2008 roku powstał w Katowicach projekt SocialErasmus, który obecnie jest kolejnym z projektów międzynarodowych ESN, zaś w 2013 odbyły się pierwsze zawody sportowe ESNOLYMPICS (dziś International Erasmus Games), które powstały w Polsce i obecnie również są projektem międzynarodowym sieci.
Obecnie poza zjazdami National Assembly odbywają się dwa razy do roku Spotkania Delegatów, dwa razy do roku zjazdy szkoleniowe ESN UPGRADE oraz dodatkowo zjazdy różnych społeczności ESN Polska.

## ESN Polska[5]
Od grudnia 2005 roku wszystkie sekcje Erasmus Student Network działające na uczelniach w Polsce tworzą strukturę narodową. Początkowo było to Stowarzyszenie ESN Polska, zaś od 2021 roku jest to Związek stowarzyszeń ESN Polska. Głównym celem struktury ogólnopolskiej jest wspólne wspieranie i rozwój sekcji, współpraca między członkami pochodzącym z różnych miast, a także wymiana wiedzy i doświadczeń przy organizowaniu różnych wydarzeń.

### Struktura władz
Ciałem wykonawczym ESN Polska jest zarząd (ang. National Board) wybierany na roczną kadencję. Poza zarządem osobnym organem władzy jest także trzyosobowa Komisja Rewizyjna oraz Walne Zebranie Delegatów, na które składają się członkowie poszczególnych sekcji (po jednym na sekcję).

#### Zarząd 2023/2024[6]
- Przewodnicząca – Dominika Guzik
- Wiceprzewodnicząca – Natalia Stasiowska
- Członek Zarządu ds. Finansów – Bartosz Łącki
- Członek Zarządu ds. Projektów Ogólnopolskich – Szymon Pieśniak
- Członek Zarządu ds. Komunikacji – Diego Traver Larraz

### Struktura ESN Polska
W ramach Związku stowarzyszeń ESN Polska działa szereg podmiotów, wspierających działanie organizacji lokalnych i umożliwiających dalszy rozwój wolontariuszy sekcji lokalnych. Aby zostać członkiem zespołu, grupy albo komitetu w większości przypadków wystarczy być członkiem zwyczajnym Sekcji lokalnej i brać udział w pracy danego zespołu.
Obecnie w Związku istnieje:
- pięć komitetów (Komitet IT, Komitet HR, Komitet PR, Komitet FR, Komitet Finansów i Rachunkowości)
- trzy grupy (do spraw Sieci, Prawna, Adaptacji Struktur i Analizy Problemów).
- dwa zespoły (do spraw Badań i Rozwoju, do spraw Grantów)
- czterech koordynatorów projektów ogólnopolskich (ESNcard, National Erasmus Games, International Jobs in Poland i Discover Europe) wraz z Zespolem Organizacyjnym danego projektu.
- czterech koordynatorów poza grupami/komitetami – Koordynator do spraw Szkoleń, Partnership Manager, Education & Youth Ambassador i Social Inclusion Ambassador.
- Administrator Walnego Zebrania Delegatów, zajmujący się społecznością Delegatów sekcyjnych oraz merytoryczną organizacją zjazdów statutowych organizacji.

## Projekty ESN Polska
W ramach działalności ESN Polska, prowadzone są projekty o różnorodnej tematyce. Studenci zagraniczni mają okazję wziąć udział w każdym z nich dzięki aktywności sekcjom lokalnym.

### SocialErasmus
SocialErasmus powstał w 2008 roku w ramach ESN Polska i obecnie jest projektem międzynarodowym. Ma na celu promowanie postawy społecznej wśród młodych ludzi uczestniczących w wymianach studenckich. Projekt bazuje na wolontariacie i ma na celu integrację studentów międzynarodowych ze społecznościami lokalnymi. Przekłada się to na dokonanie długotrwałych zmian w społeczeństwie oraz daje studentom możliwość spojrzenia na realia kraju, w którym przebywają z nowej perspektywy.
SocialErasmus wzbogaca doświadczenia przyjeżdżających studentów, pozwalając im zrozumieć pojawiające się w kraju wymiany problemy społeczne, jak również wypracować odpowiednie dla nich rozwiązania. Mottem projektu jest hasło: „Zostaw swój ślad!” („Leave your mark”). Przykładowymi projektami SocialErasmus są Erasmus Hall, Erasmus Forest i Erasmus in Schools.

### ExchangeAbility
Projekt ExchangeAbility został stworzony z myślą o niesieniu wsparcia osobom z niepełnosprawnościami decydującym się na wymianę studencką. Ten cel realizowany jest na wiele sposobów: poprzez likwidowanie wszelakich przeszkód uniemożliwiającym im naukę, promowanie istniejących już ułatwień, promocję wśród środowisk osób z niepełnosprawnościami oraz szerzenie świadomości o ich codziennych problemach wśród młodych ludzi.

### National Erasmus Games
Jest to ogólnopolski projekt organizacji Erasmus Student Network (dawniej pod nazwą ESNOLYMPICS), który umożliwia zagranicznym studentom z całej Polski na uczestnictwo w zawodach sportowych organizowanych na kształt igrzysk olimpijskich. Projekt jest podzielony na 3 etapy: regionalny (dla danego miasta lub kilku bliskich miast), ogólnopolski oraz międzynarodowy.

### Discover Europe[7]
Discover Europe to największy ogólnoeuropejski konkurs fotograficzny dla studentów, którego głównym celem jest znoszenie barier kulturowych, poprzez odkrywanie oraz dzielenie wizerunkiem domu oraz otoczenia. Istotą konkursu jest uchwycenie piękna Europy. Inicjatywa została doceniona w 2013 roku w Konkursie o Europejską Nagrodę Młodzieżową im. Karola Wielkiego, organizowanym przez Parlament Europejski.

### Mov’in Europe
Mov’in Europe to projekt mający na celu promowanie mobilności oraz uświadamianie studentów o korzyściach i możliwościach idących z odbycia wymiany międzynarodowej lub praktyk w ramach programów takich jak Erasmus+.

### Responsible Party
Responsible Party to projekt prowadzony w całej Europie, w którym do tej pory wzięło udział ponad 170.000 studentów. Kierując się bezpośrednim podejściem, studenccy ambasadorowie organizują podczas imprez aktywności prowadzone w zabawny i interesujący sposób, które mają na celu podniesienie świadomości na temat skutków zdrowotnych spożywania alkoholu, a także przyczynienie się do zmniejszenia jego nadmiernego i niewłaściwego spożycia oraz promowanie odpowiedzialnego zachowania wśród studentów.

### ESNcard
ESNcard to karta członkowska w ESN funkcjonująca również jako karta zniżkowa. Rocznie używa jej 120.000 osób w 37 krajach, a ich liczba użytkowania ciągle wzrasta. Może otrzymać ją każdy członek organizacji lub zagraniczny student – w Polsce można otrzymać kartę po opłaceniu składki członkowskiej na specjalnej stronie internetowej. Wśród największych partnerów projektu ESNcard znajdują się (stan na kwiecień 2023 roku) Ryanair oraz Flixbus. 

### Mentor/Buddy
Jest to projekt, którego celem jest niesienie pomocy studentom zagranicznym odbywającym wymianę w Polsce w ramach programów wymiany międzynarodowej typu Erasmus+ poprzez przydzielenie im opiekuna – polskiego studenta. Bardzo ważnym aspektem projektu jest pomoc w zaaklimatyzowaniu się zagranicznemu studentowi w nowym mieście i sprawienie, aby pierwsze, często niełatwe dni w obcym kraju, były jak najłatwiejsze i by ewentualne problemy związane z życiem w Polsce były szybko rozwiązywane.

## Lista sekcji w Polsce
Województwo dolnośląskie
- ESN UE Wrocław na Uniwersytecie Ekonomicznym we Wrocławiu
- ESN PWr Wrocław na Politechnice Wrocławskiej

Województwo kujawsko-pomorskie:
- ESN Toruń na Uniwersytecie Mikołaja Kopernika w Toruniu

Województwo lubuskie
- ESN UZ Zielona Góra na Uniwersytecie Zielonogórskim

Województwo lubelskie
- ESN UMCS Lublin na Uniwersytecie Marii Curie- Skłodowskiej w Lublinie

Województwo łódzkie
- ESN-EYE Łódź na Politechnice Łódzkiej
- ESN UŁ Łódź na Uniwersytecie Łódzkim

Województwo małopolskie
- ESN AGH Kraków na Akademii Górniczo-Hutniczej w Krakowie
- ESN PK Kraków na Politechnice Krakowskiej
- ESN UJ Kraków na Uniwersytecie Jagiellońskim
- ESN UEK Kraków na Uniwersytecie Ekonomicznym w Krakowie

Województwo mazowieckie
- ESN PW Warszawa na Politechnice Warszawskiej
- ESN SGGW Warszawa w Szkole Głównej Gospodarstwa Wiejskiego w Warszawie
- ESN SGH Warszawa w Szkole Głównej Handlowej w Warszawie
- ESN SWPS Warszawa w Szkole Wyższej Psychologii Społecznej w Warszawie
- ESN UKSW Warszawa na Uniwersytecie Kardynała Stefana Wyszyńskiego w Warszawie
- ESN UW Warszawa na Uniwersytecie Warszawskim
- ESN WUM Warszawa na Warszawskim Uniwersytecie Medycznym w Warszawie
- s.k ESN PJATK na Polsko-Japońskiej Akademii Technik Komputerowych

Województwo podlaskie
- ESN PB Białystok na Politechnice Białostockiej
- ESN UwB Białystok na Uniwersytecie w Białymstoku

Województwo pomorskie
- ESN Gdańsk na Politechnice Gdańskiej
- ESN UG Gdańsk na Uniwersytecie Gdańskim

Województwo śląskie
- ESN UŚ Katowice na Uniwersytecie Śląskim w Katowicach

Województwo warmińsko-mazurskie
- ESN Olsztyn na Uniwersytecie Warmińsko-Mazurskim w Olsztynie

Województwo wielkopolskie
- ESN Poznań na Politechnice Poznańskiej
- ESN UAM Poznań na Uniwersytecie Adama Mickiewicza w Poznaniu
- ESN UE Poznań na Uniwersytecie Ekonomicznym w Poznaniu

Województwo zachodniopomorskie
- ESN Szczecin na Uniwersytecie Szczecińskim